# Фовизъм
Фовизмът (на френски: Fauvisme от fauves: „диви зверове“ или „дивият свят“) е течение в модерната живопис във Франция и просъществува в годините 1905 – 1907. Провъзгласява наситения интензивен тон като основно изразно средство в живописта. Отличава се с недействителните цветове, умишлено огрубяване на техниката и рисунката: дърветата могат да бъдат червени или сини, лицата на хората-жълти, а и небето не е задължително синьо. Реалистичната картина се превръща в декоративно пано. Едни от най-ярките представители на течението фовизъм са Анри Матис, Кес ван Донген, Морис Вламенк, Андре Дерен, Жорж Брак. Фовистите не се възприемат като крайно предизвикателни и разрушителни. Впрочем те самите нямат определена доктрина или организационни рамки. В продължение на няколко години фовистите са най-енергичните експериментатори във френската живопис. С голямата чувствителност на фовистите към колорита, смятан днес за необикновено рафиниран, приемствеността от импресионистите по отношение на сюжети и проблеми ги правят търсени и уважавани още по онова време. Приживе и дори сравнително млади, те се радват на признание и уважение.